# 1-318-35/66
1-318-35/66 — проєкт 9-поверхового будинку готельного типу литовської цегляної серії 1-318. Будинки за проєктом будувалися у Вільні, Києві (1968–1983 рр.), також у Клайпеді, Ковні, Ризі, Боярці і Лисичанську.

## Опис[1][3]
Пізнаваною рисою проєкту є два поперечні об'єми, що мають фасади з 4 рядами балконів з несиметричним косим планом. Один об'єм має два ряди помешкань по обидві сторони коридору та пожежні сходи в торці; інший – один ряд, в кінцях коридору входи до помешкань. Один ліфт винесений в еркер, доступ до нього через сходи, з протилежного боку проміжок між житловими об'ємами з під'їздом на першому і вікнами під'їзду на іншому поверхах. Розміри в пляні 24×32,3 м. Крок в осях 5,14 м, крок поздовжніх осей 6,68, 6,38 і 6,62 м.
У будинку 108 помешкань по 12 на поверсі. Розміри і плянування квартир відрізняються, площа від 20,6 до 31 м². Житлова площа від 11,5 до 20,1 м², площа кухні – 3,5–5,9, балькону — 3 м², 4 помешкання з тильної фасади бальконів не мають.
Кухонна плита газова. Покриття підлоги лінолеум. Душова кабіна та туалет об'єднані в суміщений санвузол.

## Галерея будинків у Києві

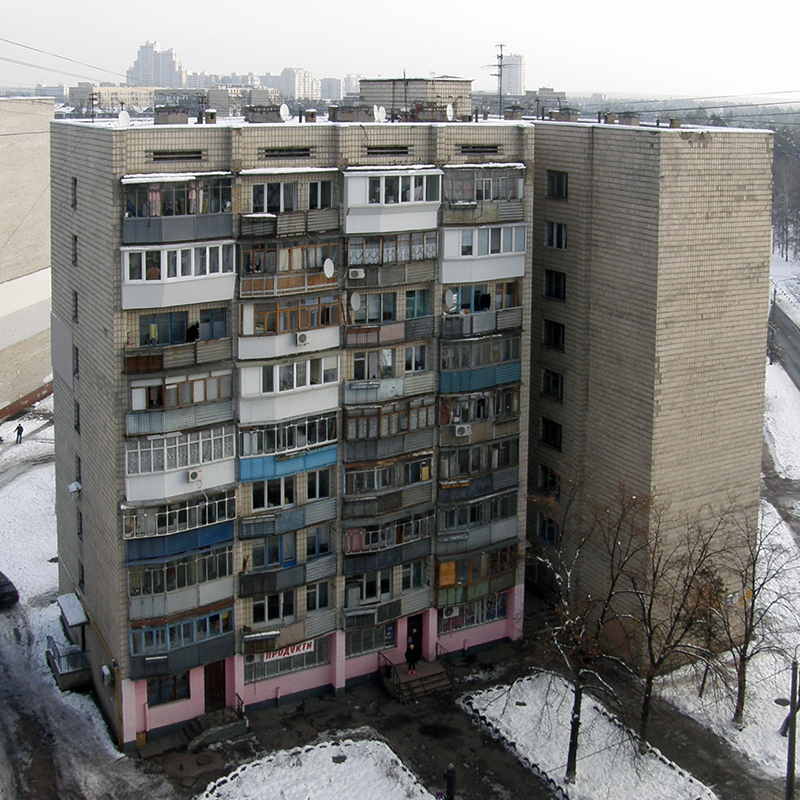
Нова Дарниця, вул. Вереснева, 17/101
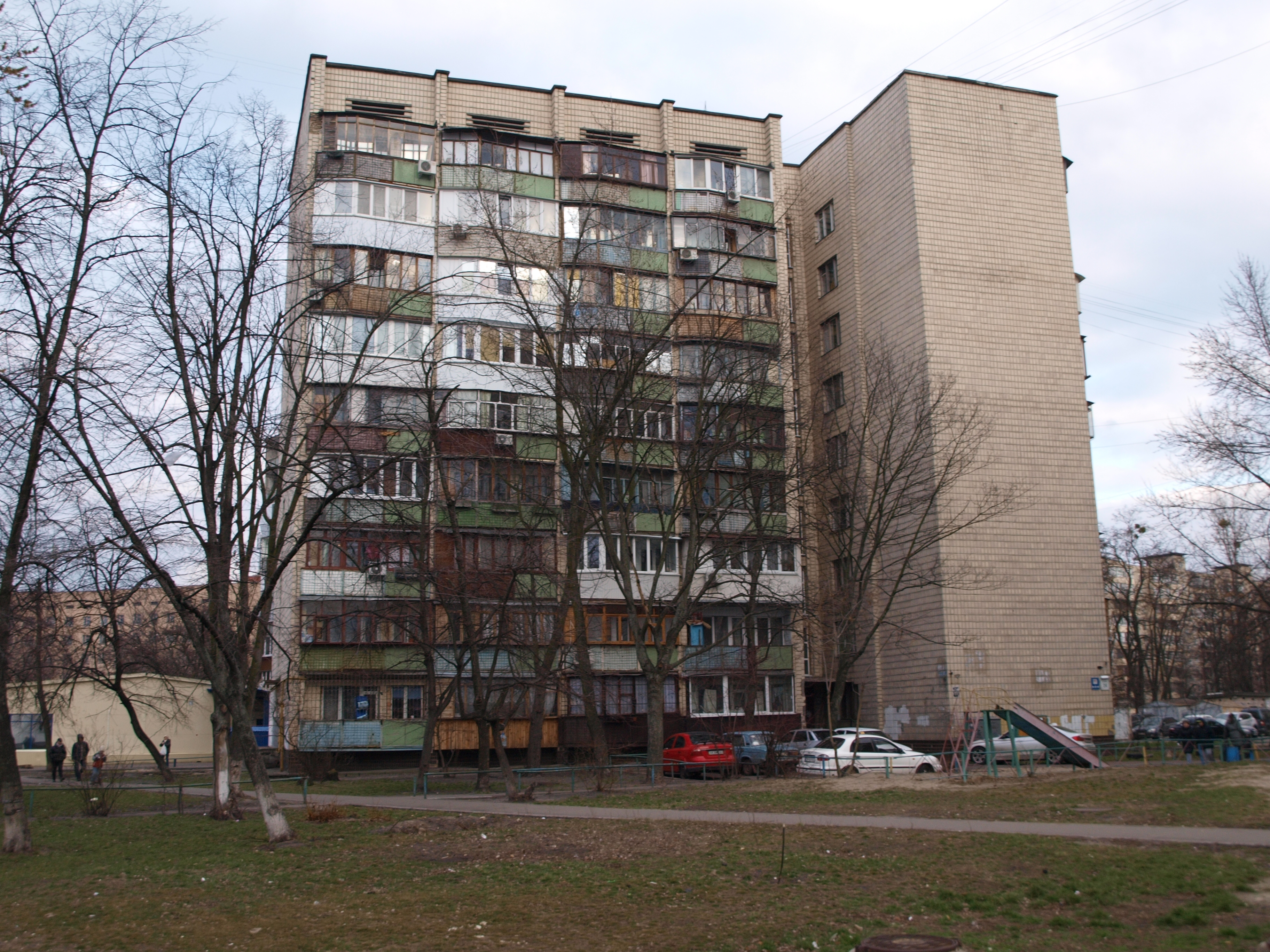
Лісовий, Лісовий просп., 26 — 1970
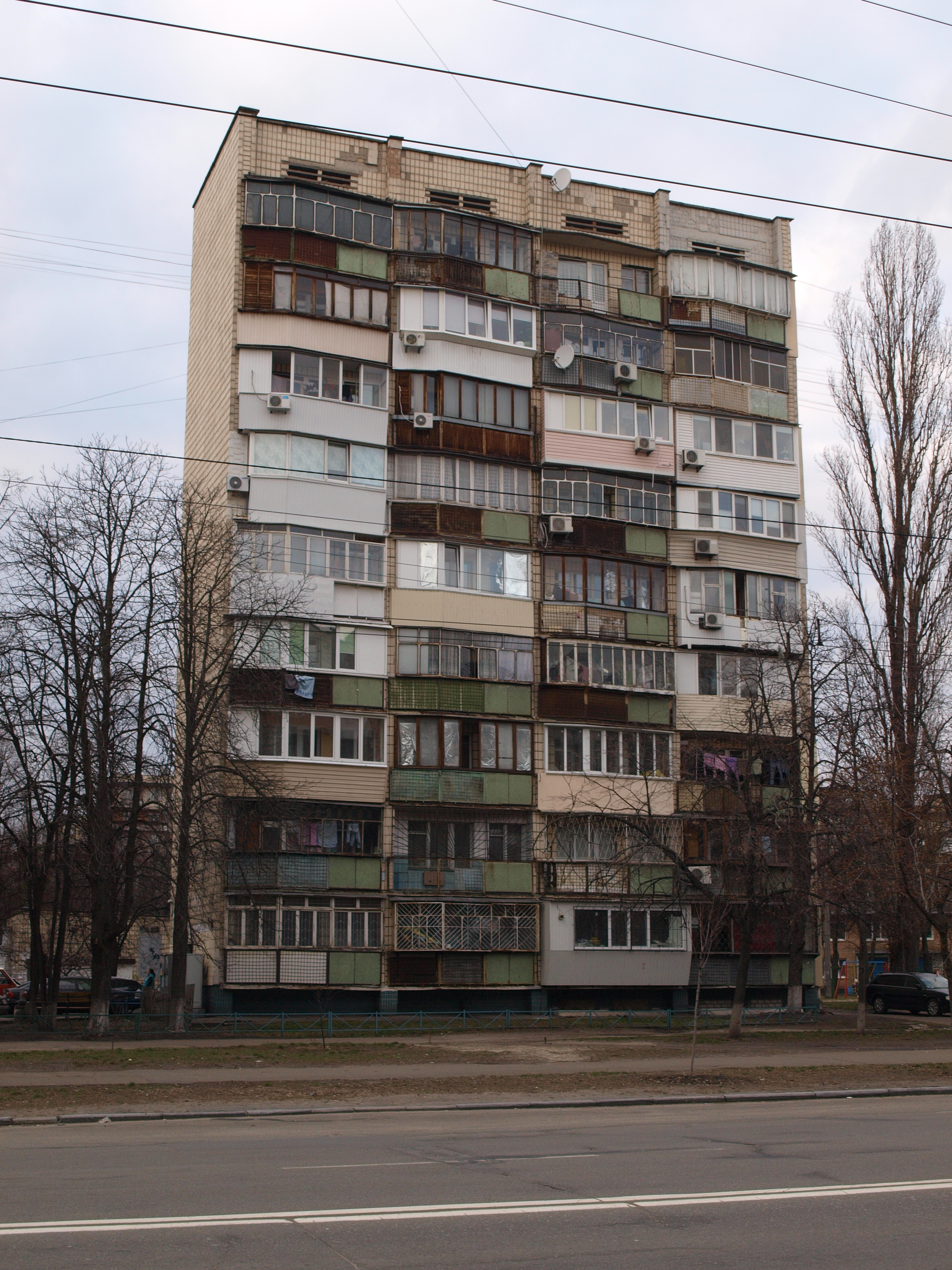
Лісовий, Лісовий просп., 17 — 1972
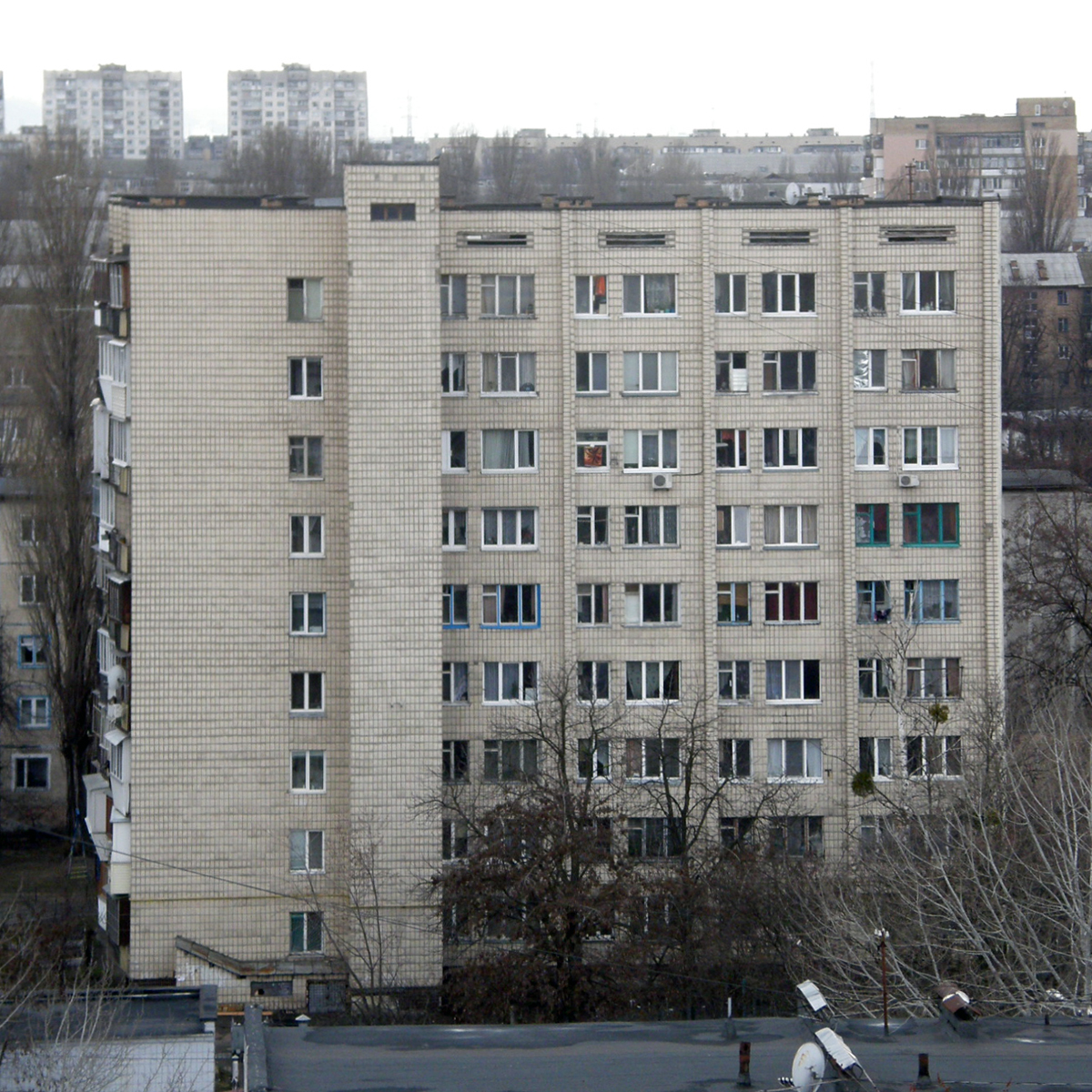
Воскресенка, вул. Вільде, 10 – 1973
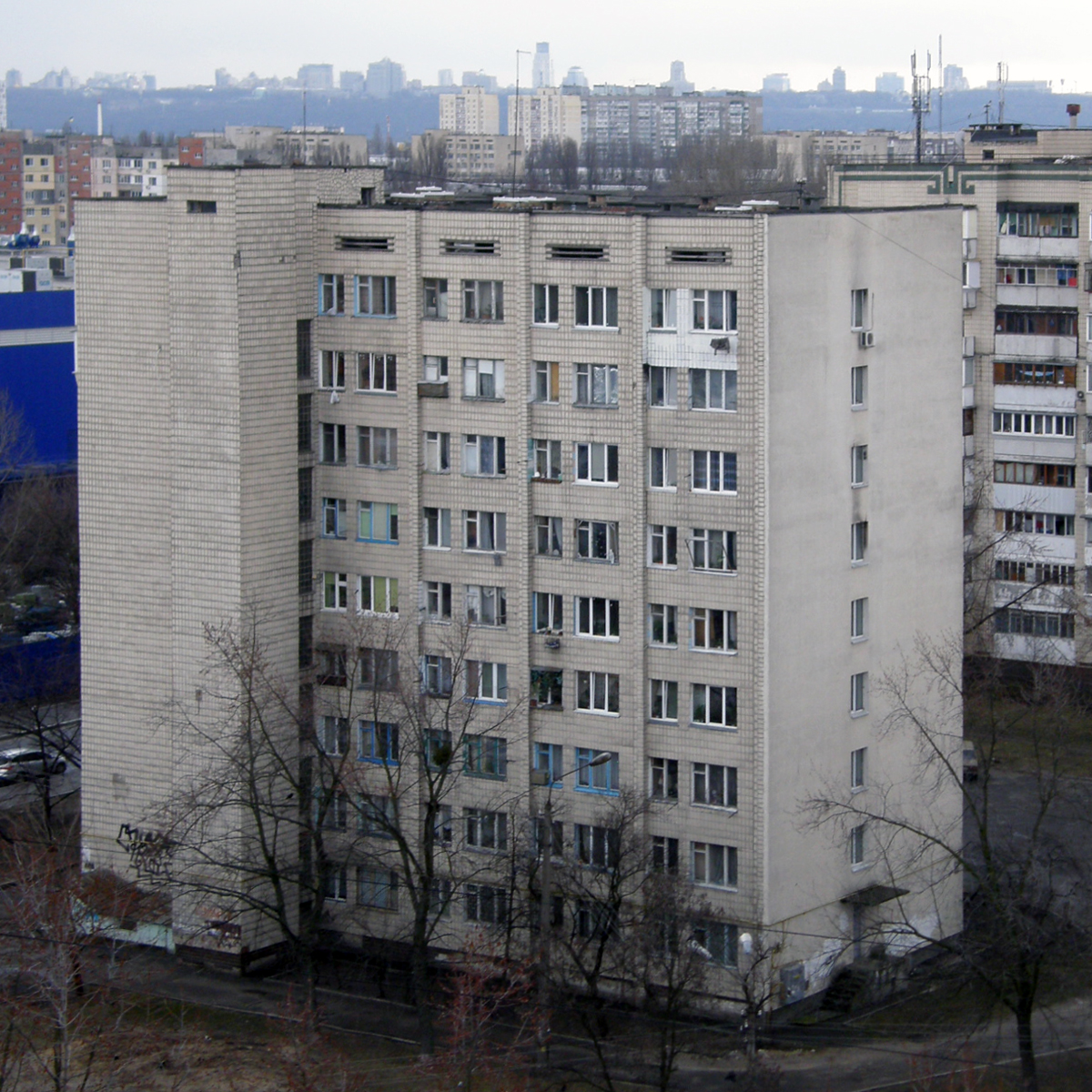
Воскресенка, вул. Бекешкіної, 1/29 вул. Микитенка – 1973
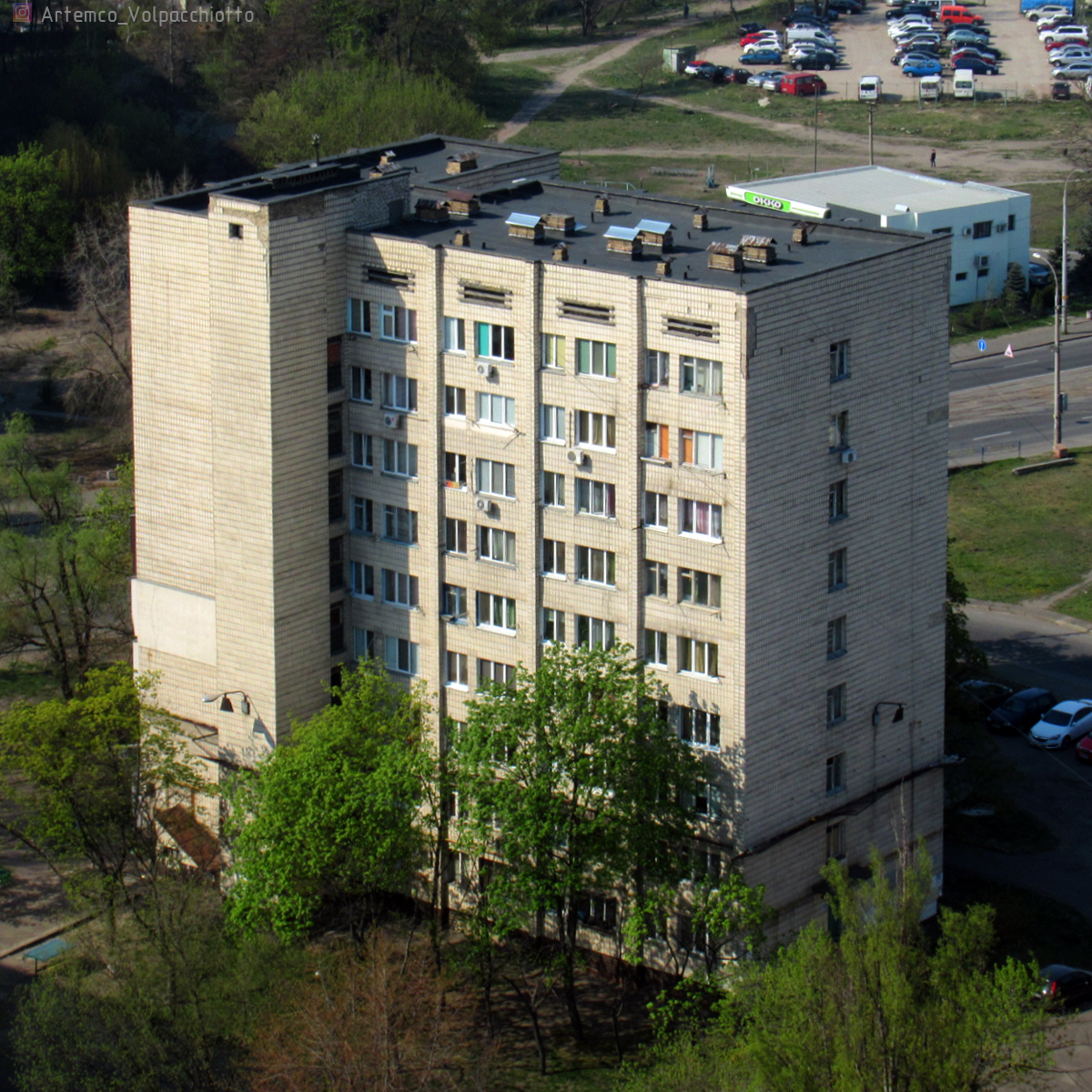
Стара Дарниця, вул. Празька, 17 — 1976
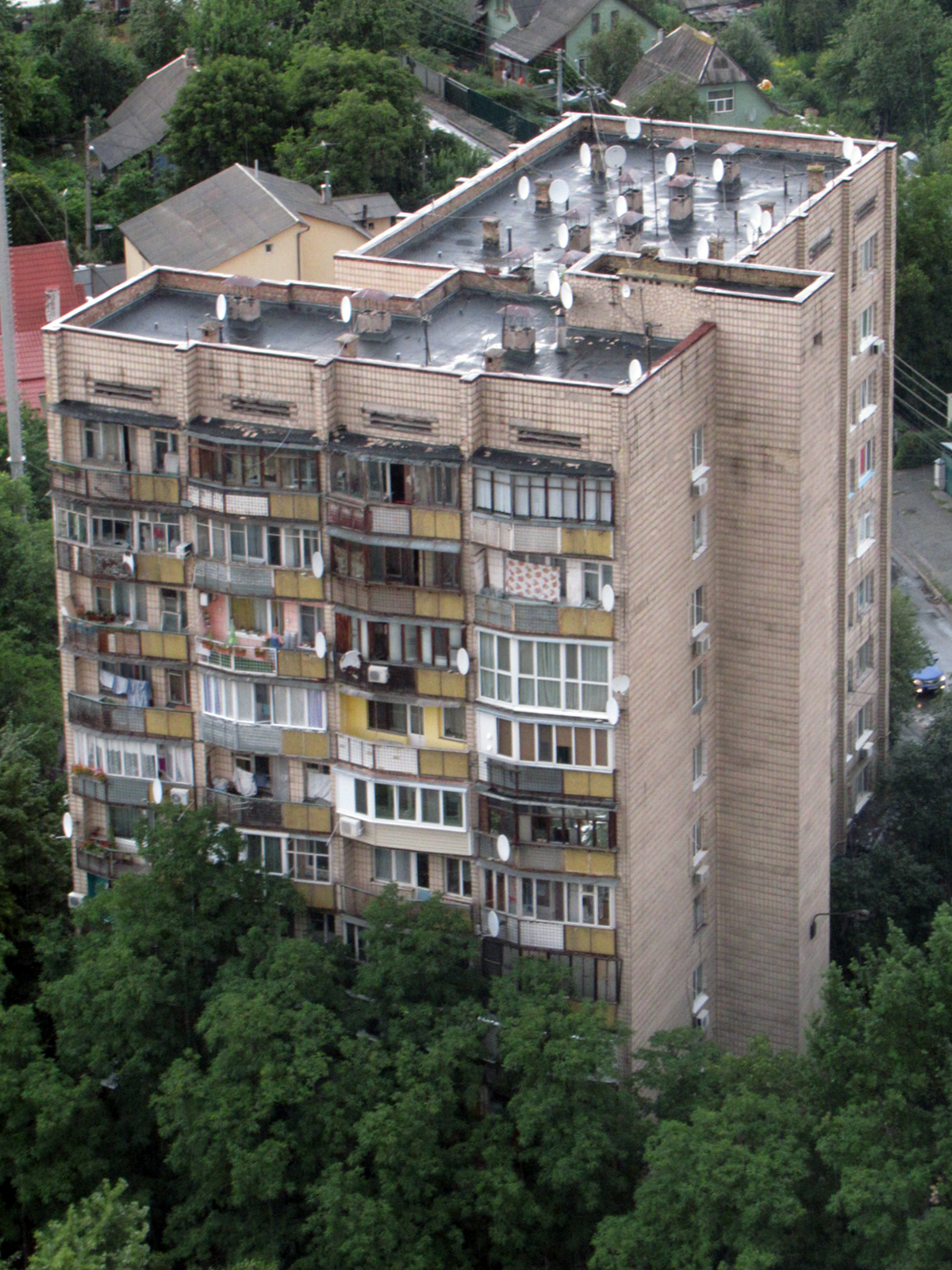
Монтажник, вул. Монтажників, 1 – 1976
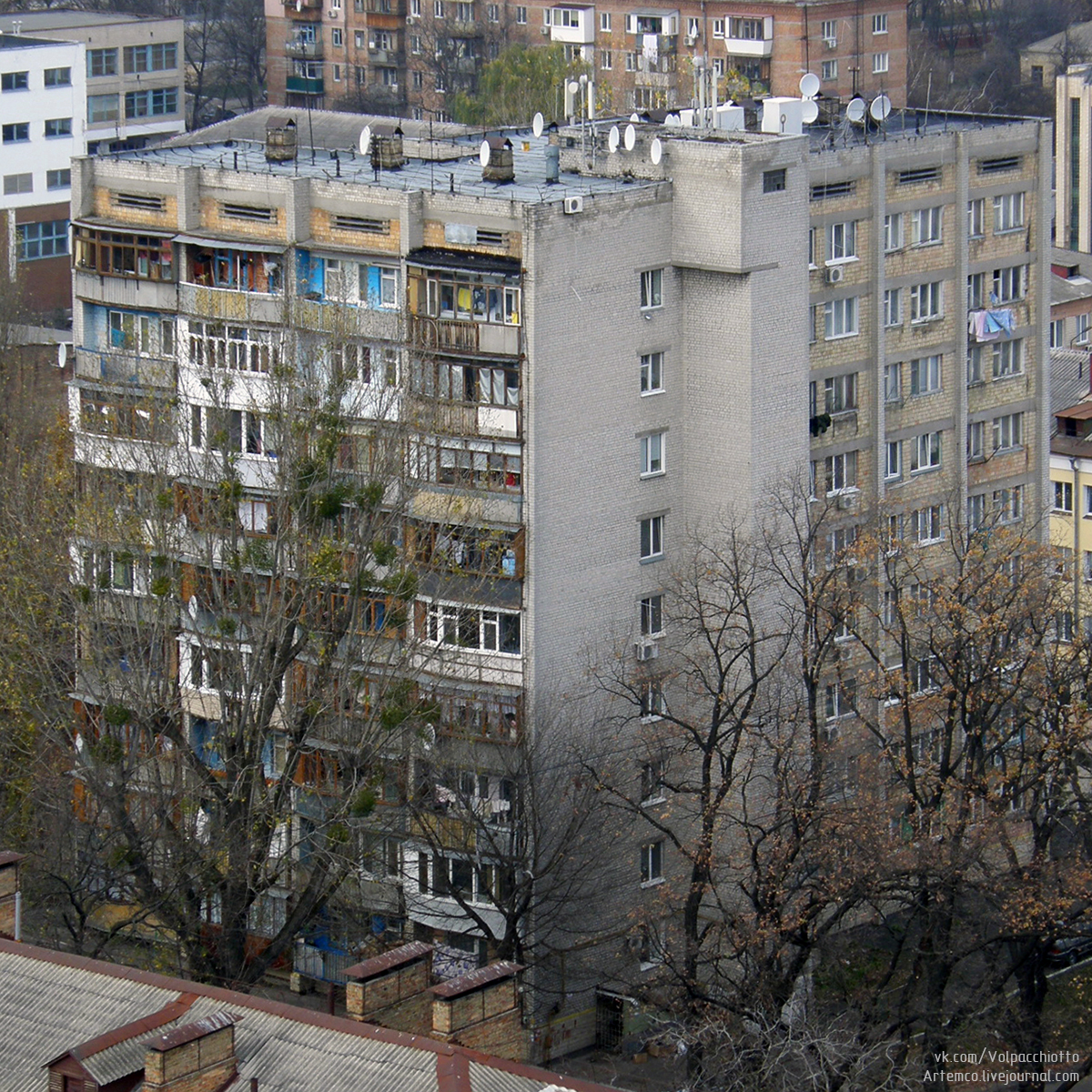
Лук'янівка, вул. Довнар-Запольського, 8а, 1977 р.
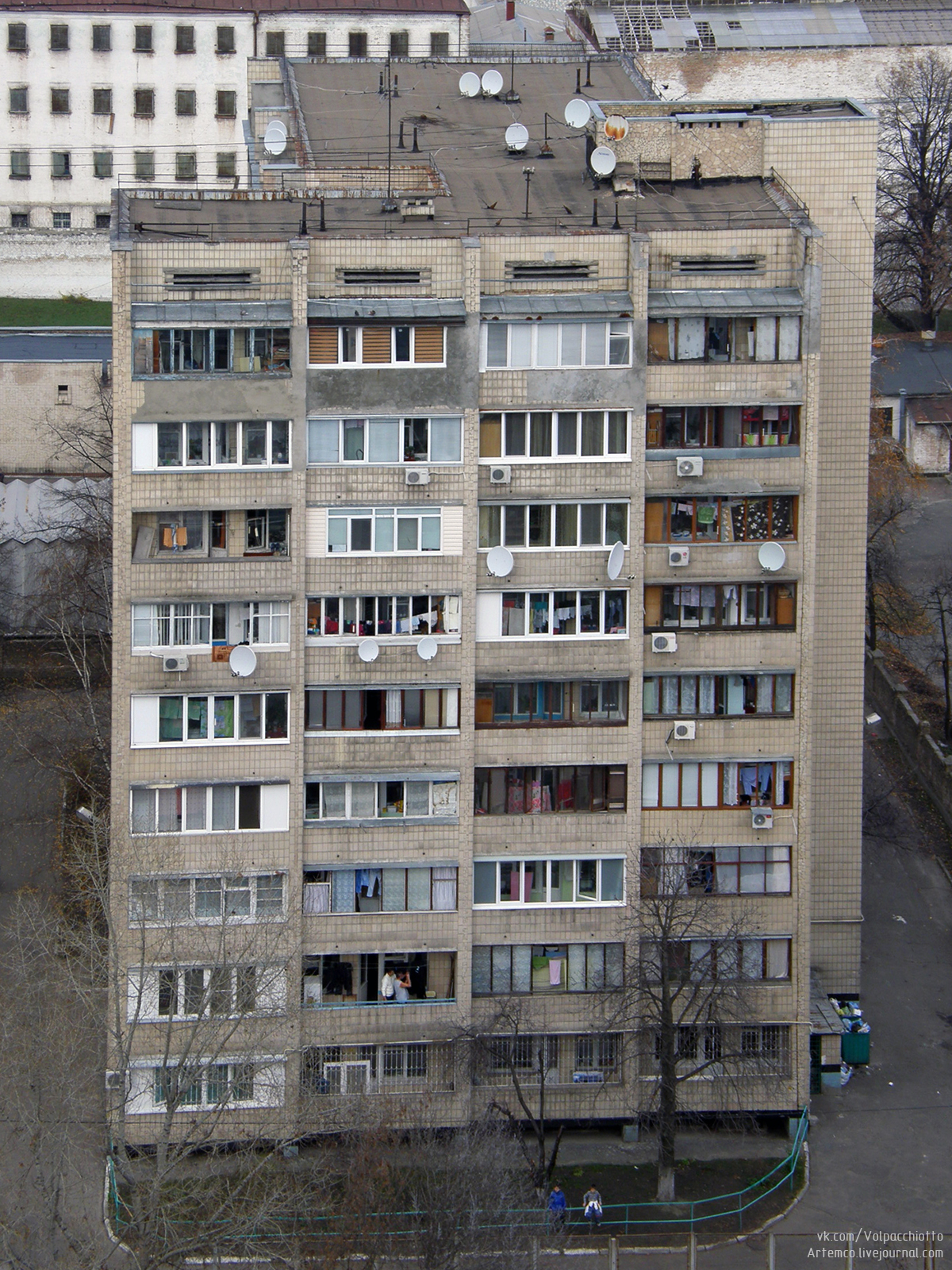
Лук'янівка, вул. Молдовська, 5а
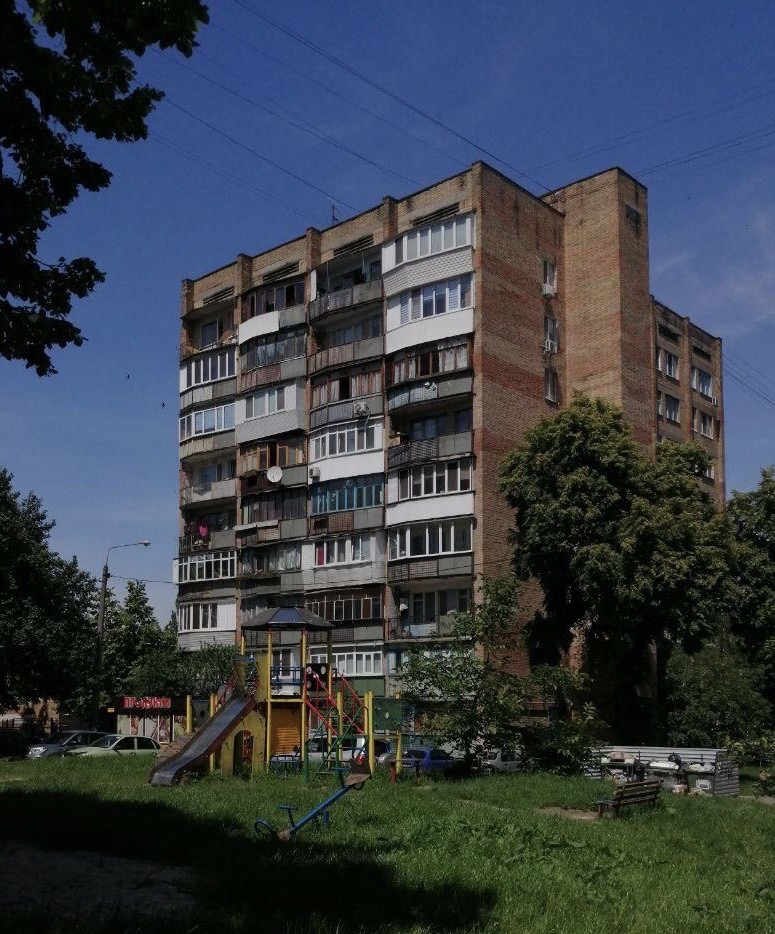
Чоколівка, вул. Ушинського, 23, 1978 р.
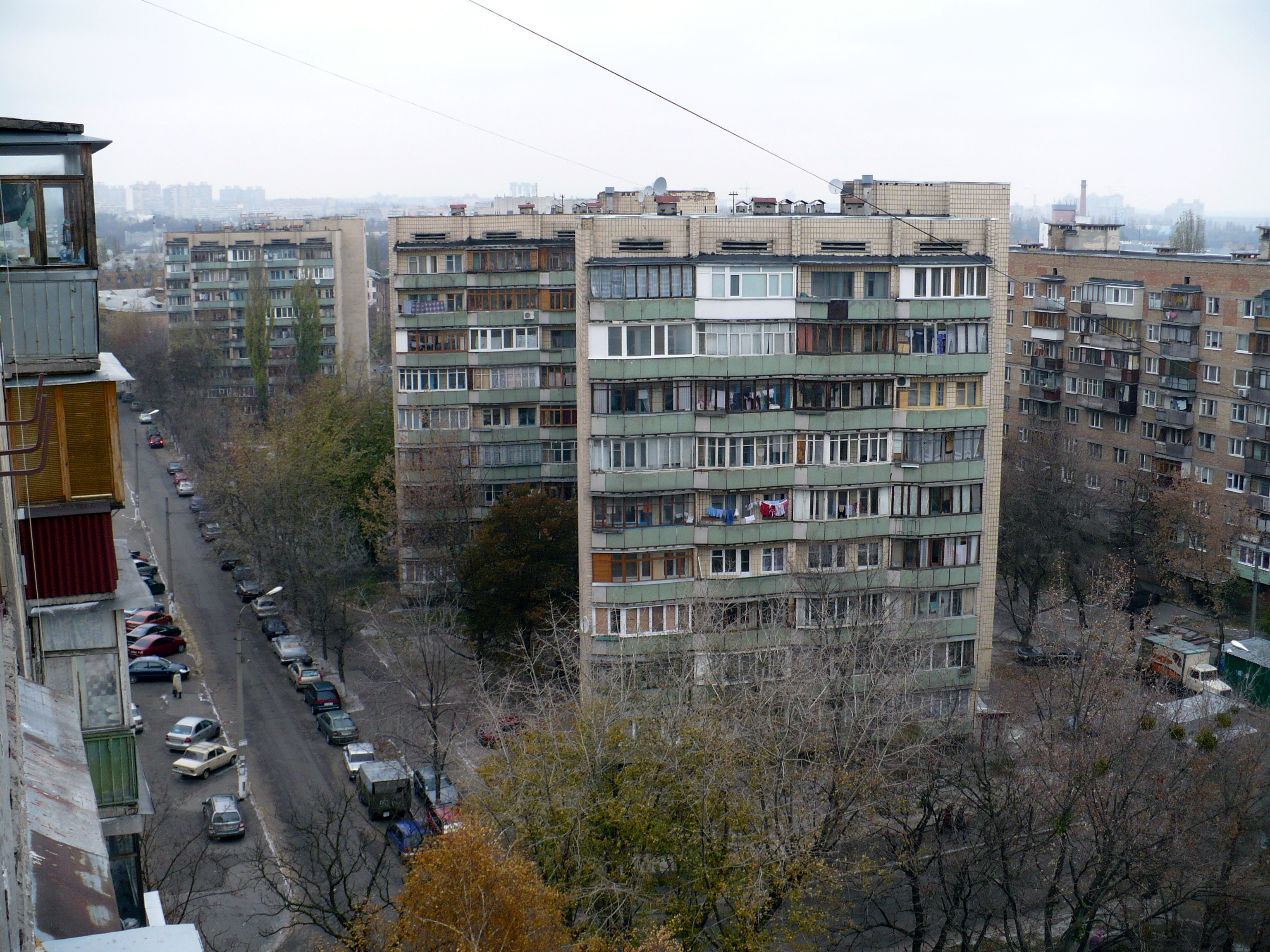
Куренівка, вул. Копилівська, 12Б, 12А, 10Б (1980) і 10А (1979)
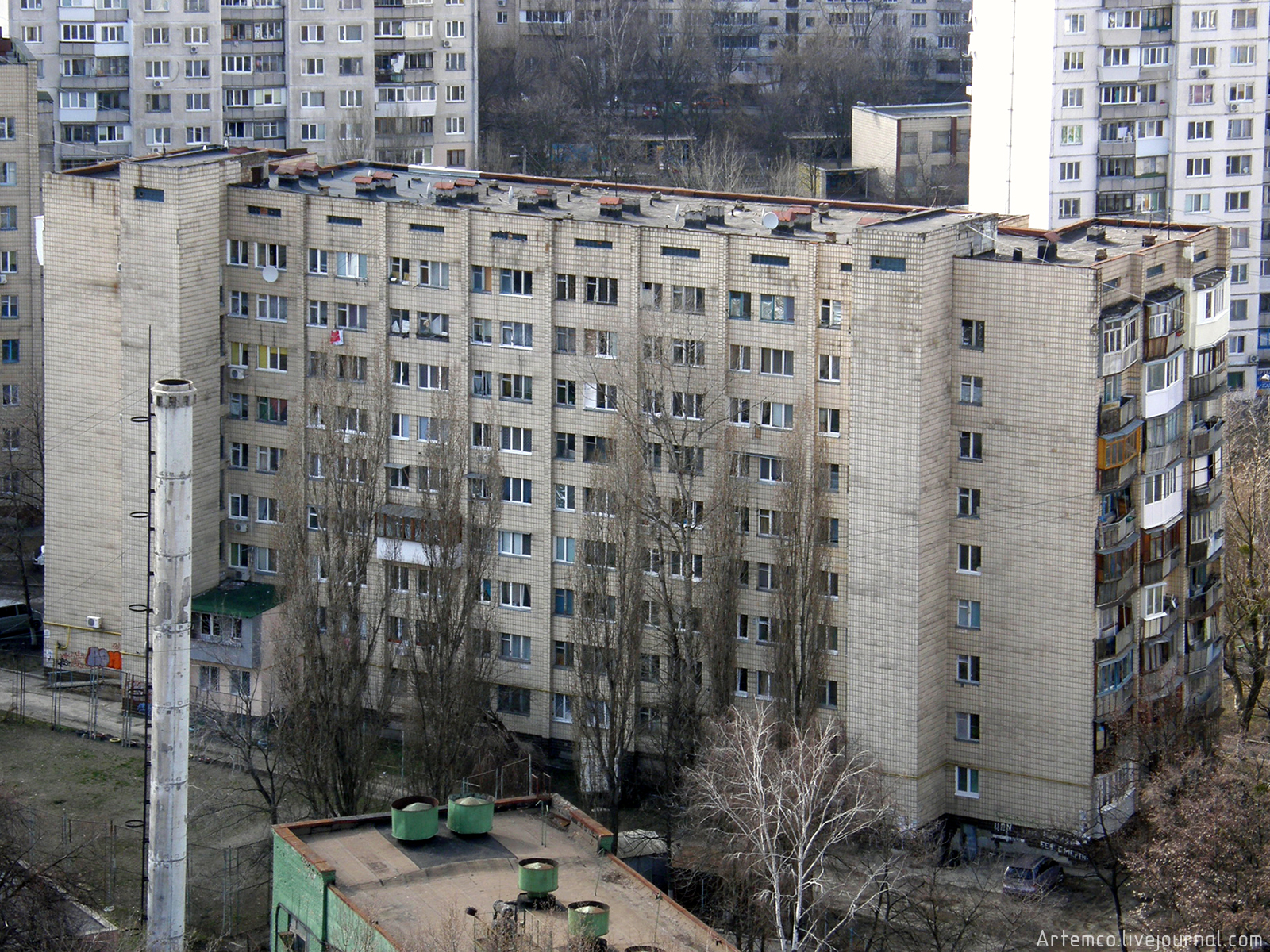
Деміївка, вул. Голосіївська, 3, 1979 р. — два дзеркальних корпуса, з'єднаних торцовою стіною, бічний об'єм зменшений до 3 квартир
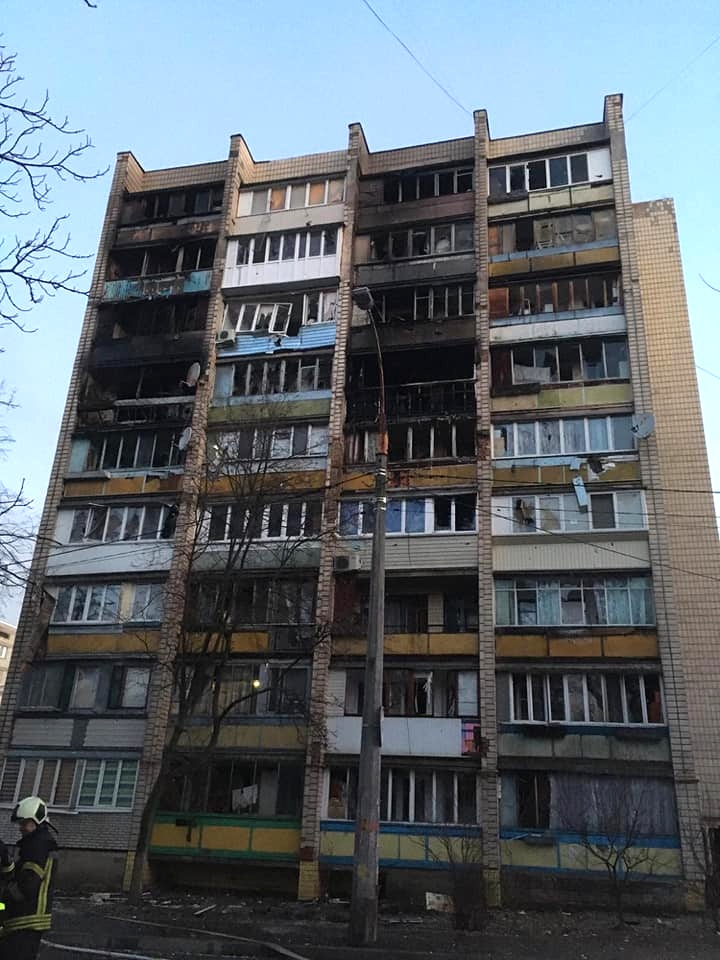
Святошин, вул. Котельникова, 80, пошкоджений російським обстрілом
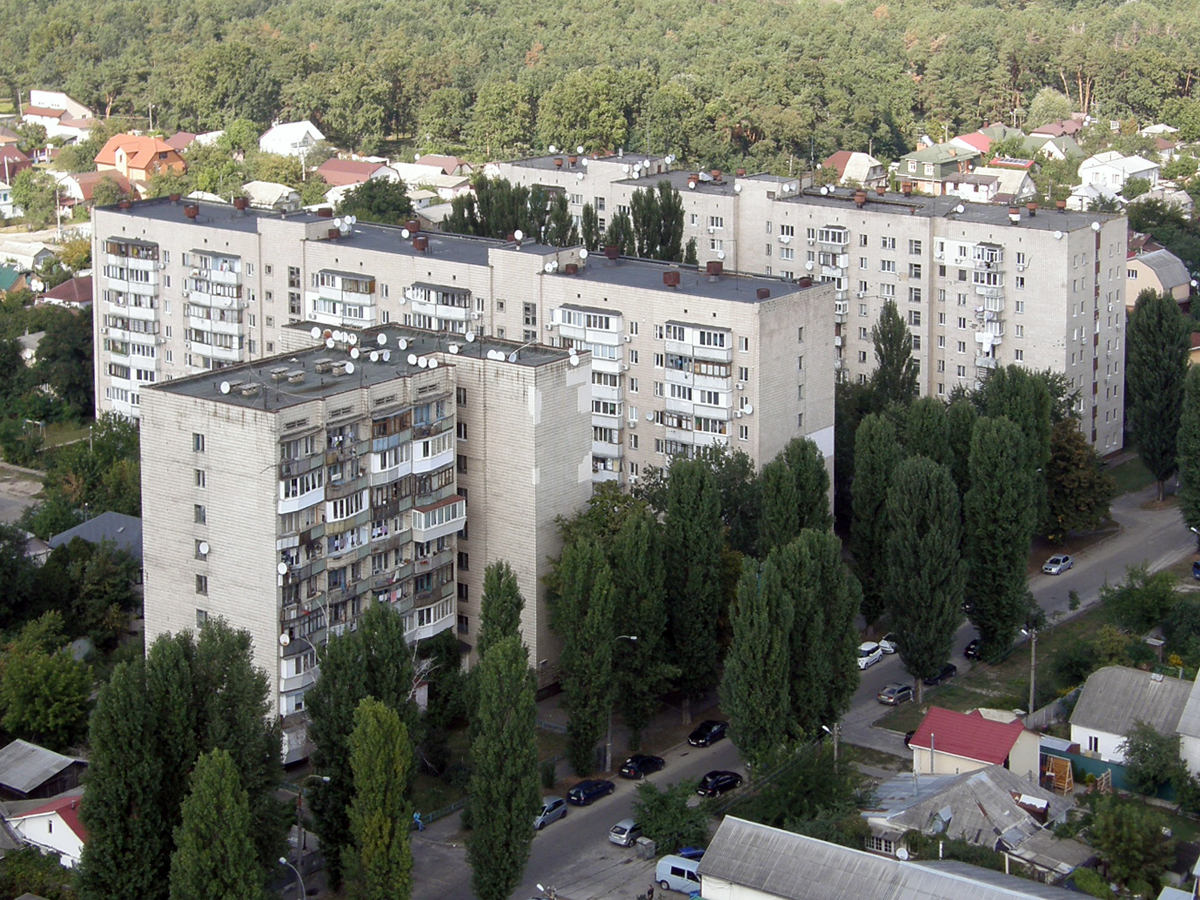
на передньому пляні вул. Вірменська, 27/31, 1974 р. (далі будинки проєктів ММ-640 і 164-87-22)